# Ottilienberg (Schorndorf)
Der Ottilienberg ist eine markante 347,6 m ü. NHN hohe Erhebung im südlichen Stadtgebiet von Schorndorf. Er war Standort einer mittelalterlichen Kapelle und ist heute als Landschaftsschutzgebiet ausgewiesen.

## Geografie
Der Ottilienberg befindet sich in Luftlinie rund 1,3 km südlich des Schorndorfer Marktplatzes etwa 100 m über dem Remspegel. Der Keuper-Zeugenberg, dessen Kuppe aus härterem Kieselsandstein besteht, ist über einen circa 20 m tiefen Sattel mit einem Sporn der Schurwaldhochfläche verbunden. Vor allem nach Westen – remsabwärts in Richtung Winterbach und Remshalden – bietet er vom höchsten Punkt einen guten Ausblick. Naturräumlich gehört er zum Naturraum Schurwald und Welzheimer Wald.
Im 20. Jahrhundert erfasste die Wohnbebauung Schorndorfs auch die unteren Hänge des Ottilienberges. Am höchsten Punkt steht ein kleiner Pavillon, einige Meter nördlich ein einzelnes Wohnhaus in dominanter Lage. Dennoch bieten auch heute im oberen Bereich naturnahe Gärten mit Streuobstwiesen und ein verwilderter parkartiger Baumbestand Rückzugsmöglichkeiten für Tiere und Pflanzen.
Auf den Berg führen eine Anliegerstraße, die sich den Berg heraufwindet sowie von Süden her ein schmaler Weg, der im Sattel beginnt.

## Geschichte
1479 wird ein Tragaltar an einer der Heiligen Ottilie geweihten Kapelle, die dem Berg dann den Namen gab, erwähnt. 1537 wurde sie letztmals erwähnt; höchstwahrscheinlich blieb die Kapelle nach Einführung der Reformation in Württemberg ungenutzt und verfiel. Die Oberamtsbeschreibung erwähnt noch im 19. Jahrhundert sichtbare Reste.
Im Dreißigjährigen Krieg nutzten 1634 kaiserliche Truppen unter dem Kommando von Walter Butler die strategisch günstige Lage des Berges und beschossen u. a. von hier aus die Stadt, die fast vollständig abbrannte.

## Landschaftsschutzgebiet
Mit Verordnung 4. November 1968 wurde die Kuppe des Ottilienbergs auf einer Fläche von 8,3 ha als Landschaftsschutzgebiet (Nr. 1.19.016) ausgewiesen. Südlich und westlich schließen sich das Landschaftsschutzgebiet Nr. 1.19.064 Rehfeld, Hof, Steinmäurich, Heiligenäcker und Umgebung, das EU-Vogelschutzgebiet Nr. 7123-441–Streuobst- und Weinberggebiete zwischen Geradstetten, Rudersberg und Waldhausen und das FFH-Gebiet Nr. 7222-341–Schurwald an.
Ein Gehölzgruppe auf der Kuppe ist darüber hinaus als Naturdenkmal Eiche und Feldahorn sowie Gehölz (Nr. 81190670046) erfasst.

## Galerie

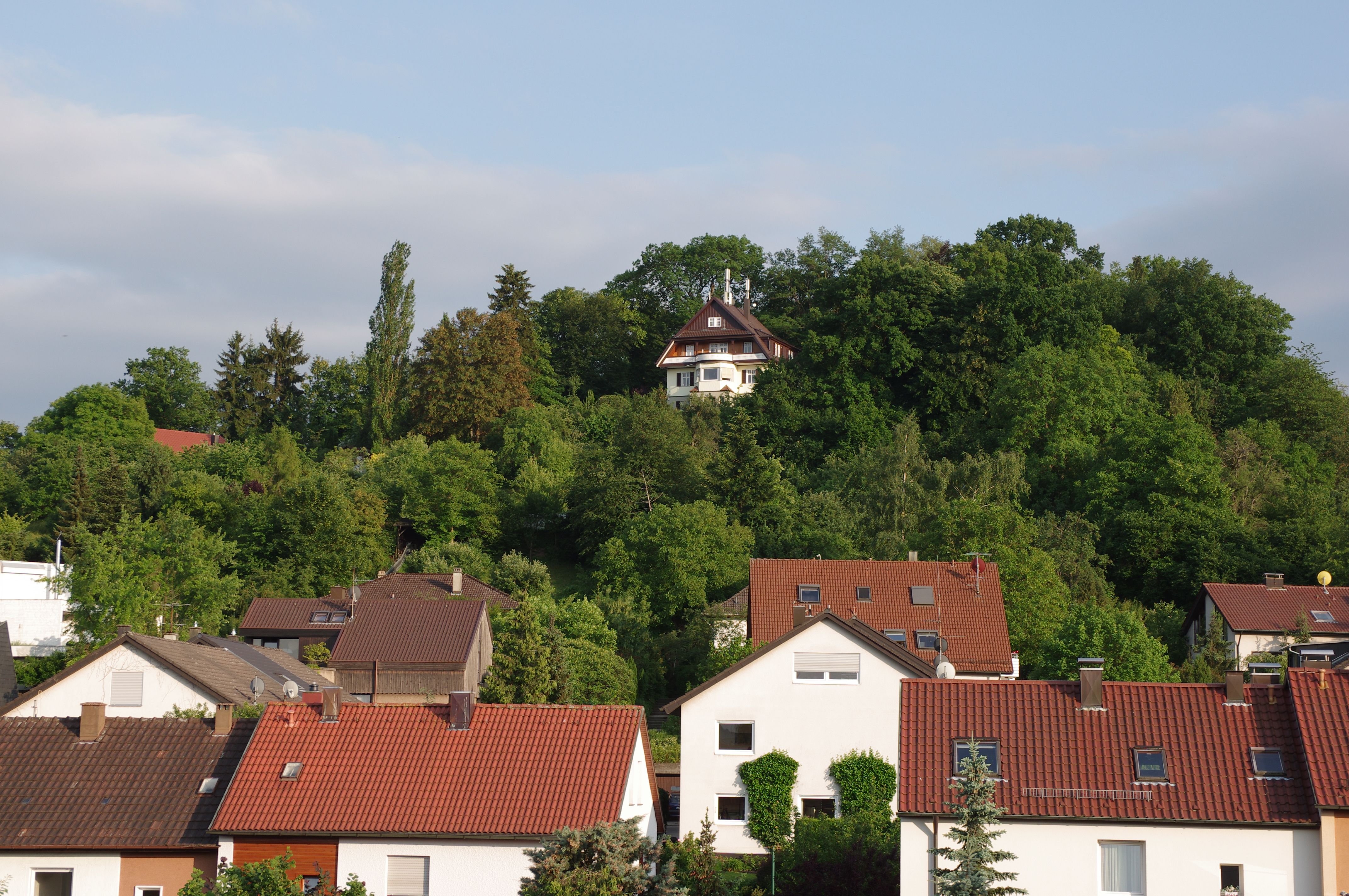
Blick von Norden auf den Berg
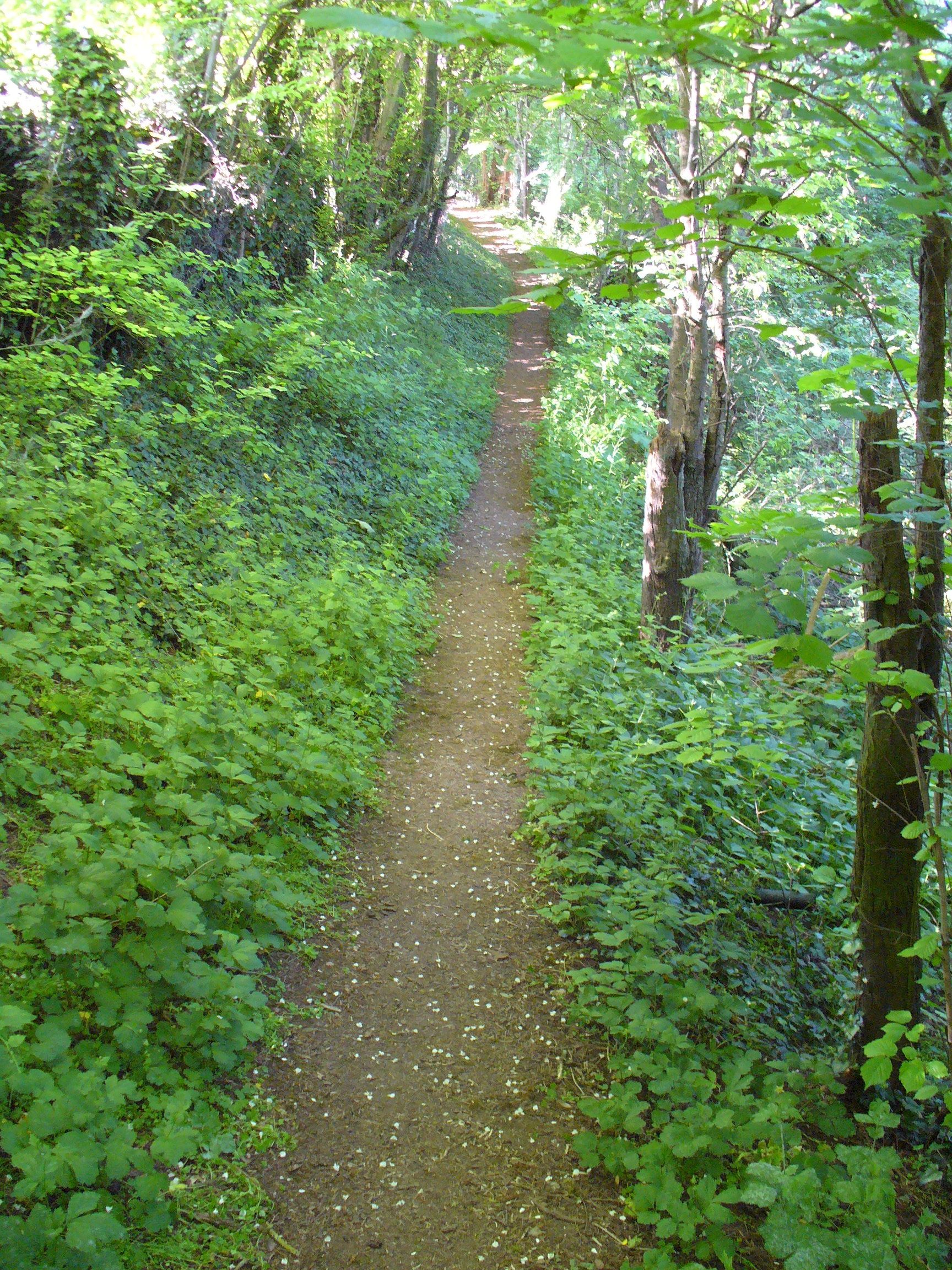
Anstieg aus dem Sattel von Süden her
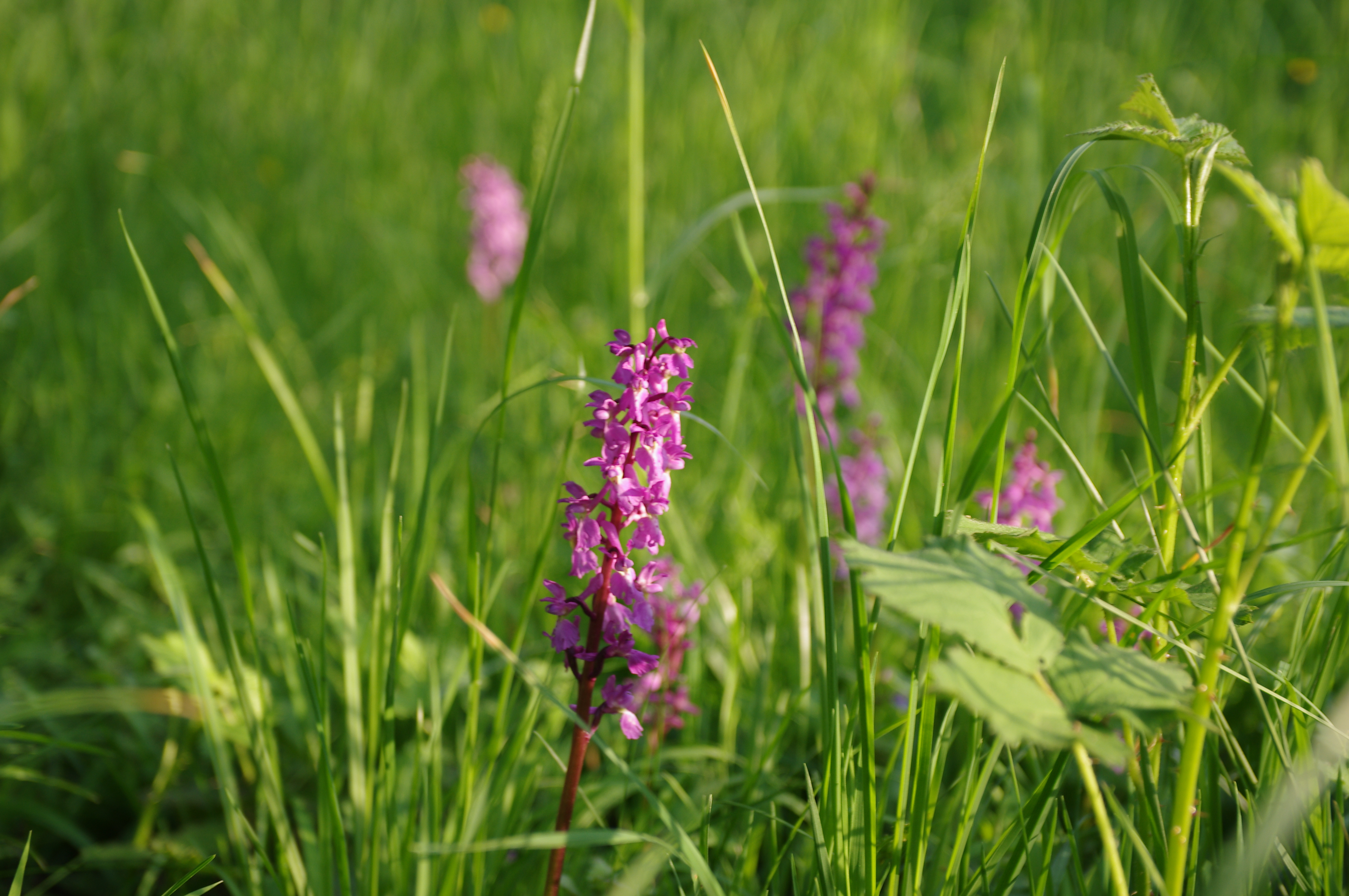
Vorkommen des Stattlichen Knabenkrauts am Ottilienberg